# П'єр Бурдьє
П'єр Бурдьє (фр. Pierre Bourdieu; нар. 1 серпня 1930 — 23 січня 2002) — французький соціолог і філософ, представник постструктуралізму, лідер антиглобалістського руху. Його роботи перекладаються багатьма мовами світу і мають широкий резонанс в міжнародному науковому дискурсі. Автор понад 30-ти книг та декількох сотень статей, він переважно досліджував соціальний простір та його структуру, політичну сферу, а також журналістику та медіа. В його дослідженнях поєднуються підходи та методи в сфері антропології, історії, лінгвістики, політології, філософії, естетики, які він застосовував до вивчення таких різноманітних соціологічних об'єктів як: соціум, мистецтво, влада, безробіття, система освіти, право, наука, література, клас, релігія, спорт, мова, інтелектуали, телебачення тощо. Творчість Бурдьє — це своєрідна інтеграція різних теоретико-методологічних напрямків, мікро- та макропідходів. Бурдьє прагнув синтезувати різноманітні концептуальні ідеї для розв'язання традиційних соціологічних дилем, зокрема, теорії та практики, об'єктивності та суб'єктивності, соціальної структури та соціальної дії. Одним з показників його легендарності для Франції було те, що оголошення про його смерть було передовицею в Le Monde. Прем'єр-міністр Ліонель Жоспен, сам соціаліст, описав Бурдьє як майстра сучасної соціології і сказав, що «його праці зробили його лідером школи, в якій здійснюється гостра критика капіталістичного ладу».

## Біографія
П'єр Бурдьє народився в селі Данген в районі Піренеїв. Його батько був сільським начальником поштового відділення. У школі Бурдьє був яскравим студентом, хоча й отримав популярність як зірка гри в регбі. Згодом він переїхав до Парижа і навчався у Вищій нормальній школі на спеціальності «філософія», де його однокласником був філософ Жак Дерріда, а вчителями були Альтюссер, Башляр, Фуко. Його академічними зацікавленнями були концепції Мерло-Понті, Гуссерля, Гайдеггера, а також ранні роботи Маркса. Після отримання агреже з філософії, Бурдьє працював учителем протягом року в ліцеї міста Мулен, а з 1958 був призваний в армію. Він служив протягом двох років в Алжирі, де французькі війська намагалися придушити повстання. Спочатку Бурдьє був охоронцем, а потім його перевели на офісну роботу. Протягом 1959—1960 років він читав лекції в університеті Алжира, вивчав місцеві етнічні спільноти, зокрема — культуру берберів. Саме Алжиру, алжирським робітниками і дрібним підприємцям присвячені його перші опубліковані соціологічні праці: «Соціологія Алжиру» (1961), «Праця і робітники в Алжирі» (1964). У 1960 він повернувся до Франції. З 1964 року був директором-дослідником у Вищій дослідницькій школі (École pratique des hautes études). У 1975 році він заснував і очолив Центр європейської соціології, який мав великі міжнародні наукові контакти і програми, а також журнал «Дослідницькі роботи в соціальних науках» («Actes de la recherche en sciences sociales»), який і понині, разом з «Французьким соціологічним журналом» («Revue française de sociologie»), є одним з провідних соціологічних журналів Франції. Важливим етапом на шляху визнання заслуг П'єра Бурдьє стало його обрання в 1981 році членом Французької академії та отримання ним почесної посади завідувача кафедрою соціології в Колеж де Франс.
Бурдьє одружився в 1962 році з Марі-Клер Брісар (Marie-Claire Brisard), вони мали трьох дітей.
Бурдьє помер від раку 24 січня 2002 року в Парижі, в лікарні Сент-Антуан і похований на кладовищі Пер-Лашез.

## Бурдьє як публічний інтелектуал
Наприкінці 1980-х Бурдьє став впливовим дослідником у наукових колах Франції та одним з найбільш згадуваних французьких соціологів в Сполучених Штатах. Багато з його ранніх робіт підкреслили важливість соціології як самостійної дисципліни, а для своїх учнів він був гуру, Bour-Dieu (фр. Бог). Проте особливої публічної ваги Бурдьє набув у 90-х, коли почав брати активну участь у рухах проти засилля неоліберального дискурсу та глобалізації в цілому. У середині 1990-х Бурдьє бере участь у низці заходів за межами академічних кіл. Він підтримував численні акції, страйки, мітинги, чим викликав неабиякий інтерес засобів масової інформації та збільшив популярність своїх книг. У своїх працях філософ наголошував на політичній відповідальності соціолога перед суспільством. Однією з основних відмінностей між соціологом та публічним інтелектуалом є можливість мати зв'язок із медіа-ресурсами поза академічною сферою. Тут постає потреба у дослідженнях того, на яких умовах відбувається трансформація інтелектуала-науковця в публічного інтелектуала. Займаючи критичну соціологічну і політично ангажовану позицію (позицію «вченого-борця»), виступаючи на стороні соціально незахищених верств (алжирських емігрантів, безробітних, молоді паризьких околиць, селян), Бурдьє накликав на себе багато нарікань з боку «чистих мислителів», які вважали, що справа вченого — бути осторонь політики, спостерігати і аналізувати, а не брати участь безпосередньо в політичних подіях.

## Соціологічні концепції
Соціологія П'єра Бурдьє має глибоко критичний і рефлексивний характер. Його діалектичне і часом парадоксальне мислення спрямоване на критику не лише соціальної та політичної реальності сучасності, а й на саму соціологію як інструмент пізнання соціального світу. Саме тому в роботах Бурдьє велике місце займає соціологія соціології. П'єр Бурдьє постійно аналізує онтологічний і соціальний статус соціології в сучасному суспільстві, свободу і затребуваність у виборі предмета і об'єкта досліджень, незалежність і політичну заангажованість соціологів.
Свій підхід до аналізу зв'язку між соціальною структурою та тим, як індивіди конструюють соціальну реальність, Бурдьє називає «конструктивістським структуралізмом». На його думку, ментальні структури визначаються соціальними структурами, але при цьому активний індивід здатний впливати на структури
Для Бурдьє характерна зневага до міждисциплінарного поділу, що, за його переконаннями, накладає обмеження як на предмет дослідження, так і на застосовувані методи.
Коли проводять розділення між емпіричною соціологією і теоретичною, то зазвичай говорять, що емпірична соціологія вивчає реальні факти та явища, що інтерпретуються в рамках абстрактної моделі, яка і є теоретичною соціологією. Розподіл на емпіричну й теоретичну соціологію зовсім невластивий для робіт Бурдьє. Відкидаючи непрактичну, незалучену в соціальне життя стратегію теоретичного дослідження, завдання Бурдьє головно — зафіксувати вплив спостереження за ситуацією на саму ситуацію. Це засвідчує рішучий розрив з традицією, яка стверджує, що теоретику не слід нічого робити із соціальною дійсністю, окрім як пояснювати її. Це означає, по-перше, те, що соціолог не може займати якусь унікальну позицію «зі сторони», весь інтерес якої зводиться тільки до соціологічного пояснення; по -друге, що соціолог повинен перейти від зовнішнього (теоретичного) і незацікавленого розуміння практики агентів до розуміння практичного і безпосередньо зацікавленого. Бурдьє неодноразово підкреслював у своїх книгах, що теоретичні визначення не мають самі по собі жодної цінності, якщо їх не можна змусити працювати в емпіричному дослідженні.
Певні набори соціальних відносин та сформовані ними соціальні позиції складають «поля», кожне з яких характеризується специфічним типом влади («капіталом»). У кожному з полів точиться боротьба як за володіння певним капіталом, так і за утвердження певної системи розподілу капіталів. Будь-яка влада (в широкому та вузькому значенні) тримається не тільки й не стільки на насильстві, скільки на визнанні її легітимною. Влада в тому чи іншому полі здебільшого полягає у можливості нав'язування власної системи значень, ієрархії цінностей, правил гри, які набувають характеру безапеляційних, самоочевидних («символічне насильство»). Оскільки легітимність влади передбачає несвідоме прийняття панівних значень та цінностей, тому йдеться не про свідомий обман, а про структурний примус. Ці примуси здійснюються за посередництвом «габітусу» — сукупності схем сприйняття, яка формується досвідом соціалізації у певній соціальній позиції та продукує відповідні уявлення та поведінку..

### Соціальне поле
Сукупність усіх соціальних відносин не є чимось аморфним і однорідним, а наділена певною структурою. Ця обставина знайшла відображення в концепті «поле», що розуміється як відносно замкнена та автономна підсистема соціальних відносин, яка функціонує незалежно від зовнішніх примусів. Поле — це місце сил, відносно незалежний простір. Поняття «поля» французький вчений визначає як мережу відносин між об'єктивними подіями соціальних суб'єктів, яка існує незалежно від індивідуальної свідомості та волі. В суспільстві існують декілька полів (економічне, релігійне, політичне, культурне тощо), які мають власну структуру. Поле, вважає Бурдьє, виступає ареною змагань індивідів або груп за поліпшення своїх позицій, за досягнення привілейованого місця в соціумі. Відповідно, найбільшою потужністю наділене те поле чи той агент, який володіє ресурсами, що їх можна інвестувати в гру, аби отримати прибуток. Будучи своєрідним різновидом ринку, де з метою демаркації позицій у полі використовуються різні види капіталів: економічний, культурний, соціальний. Найважливішою характеристикою поля є форма взаємодії між агентами, наділеними постійними диспозиціями, засвоєними за час перебування у полі, чиї позиції в полі повинні розглядатися тільки у взаємних відносинах. Принцип відносності — найважливіший для розуміння теорії полів і всієї концепції Бурдьє в цілому.
Поле — це структурований соціальний простір: поле сил і поле боротьби за зміну чи збереження цього поля. Найстійкіше поле таке, яке має найбільш розгалужену структуру, а елементи структури істотним чином відрізняються між собою. Сутність цього поняття можна також пізнати через популярний у сучасній філософії концепт гри: за Шматко, «поле — простір гри, що історично склався, зі специфічними, властивими тільки цьому простору інтересами, цілями і ставками, з особливими законами функціонування».

### Соціальний капітал
Соціальний простір багатовимірний, структурується на основі розподілу різних видів капіталів (економічного, культурного, символічного), що виступають як інструменти та цілі боротьби всередині простору. Соціальний капітал — поняття, введене Бурдьє у статті «Форми капіталу» (1983) для позначення соціальних зв'язків, які можуть виступати ресурсом отримання вигод.
Джерела цієї ідеї можна знайти у Токвіля, Зіммеля, Дюркгайма і Вебера. За Бурдьє, соціальний капітал є продуктом суспільного виробництва, матеріальної і тим самим класової практики, засобом досягнення групової солідарності. Поділяючи точку зору Вебера про те, що соціальна стратифікація ґрунтується не лише на економіці чи ідеології, Бурдьє використовує капітал як простий спосіб вимірювання соціальної конкуренції і влади в суспільстві. У такому розумінні соціальний капітал виступає не тільки і не стільки причиною економічних вигод, скільки проявом соціально-економічних умов та обставин, він є груповим ресурсом і не може бути визначений на індивідуальному рівні. Зв'язки між економічним розвитком суспільства і розміром сукупного соціального капіталу опосередковані політичним ладом, релігійними традиціями, домінантними цінностями. Саме соціальний капітал визначає приналежність до групи, будучи мережею зв'язків, якими не можна скористатися інакше, як за посередництвом групи, що володіє певною владою і здатної надати «послугу за послугу» (сім'я, друзі, церква, асоціація, спортивний або культурний клуб тощо). Розподіл капіталів між агентами проявляється як розподіл влади і впливу в цьому просторі. Позиції агентів в соціальному просторі визначаються обсягом і структурою їхніх капіталів. У межах соціального капіталу Бурдьє вирізняє також символічний капітал, пов'язаний з  авторитетом та  репутацією.
Економічний капітал — володіння матеріальними благами, які допомагають зайняти чільне місце в полі (гроші), а також і будь-який товар у широкому розумінні цього слова. Культурний капітал — це, в першу чергу, освіта (загальна, професійна, спеціальна) і відповідний диплом, а також той культурний рівень індивіда, який йому дістався у спадок від його родини і засвоєний в процесі соціалізації. Економічний і культурний капітали є джерелами влади для тих, хто ними володіє персонально, що дає агенту владу над тими, у кого цього капіталу менше або хто його позбавлений.

### Концепція «габітусу»
У філософській традиції термін «габітус» позначає суму індивідуальних тілесних навичок — хода, жестикуляція, манери, — осадження досвіду конкретної людини в глибині тілесної свідомості. У соціології в широкий науковий обіг слово габітус введено Бурдьє: габітус — тема міцних набутих диспозицій, призначених для функціонування як принципів, які породжують і організують практику та уявлення, які об'єктивно пристосовані для досягнення певних результатів, але не припускають свідомої націленості на ці результати і не вимагають особливої майстерності. Габітус — цілісна система диспозицій сприйняття, оцінювання, класифікації та дій, результат досвіду та інтеріоризації індивідом соціальних структур, що має несвідомий характер.
Габітус є результатом індивідуальної історії і соціального досвіду індивіда. Дія формується на підставі суб'єктивної оцінки об'єктивних можливостей, поєднання бажаного і можливого.
Принциповим моментом є те, що габітус цілісний і не може бути розкладений на окремі складові його диспозиції, оскільки виражає один загальний принцип, який проявляється у всіх практиках індивіда і може переноситися з однієї сфери в іншу, задаючи їхню взаємну узгодженість. Габітус формується середовищем, отже подібні умови, тобто позиції індивіда генерують подібні габітуси членів групи, класу. Таким чином, соціальний клас — це клас схожих умов, а також клас індивідів, що володіють схожим габітусом".

### Символічна влада і насильство
Бурдьє визначає символічну владу як здатність формувати або змінювати категорії сприйняття та оцінки соціального світу, які, в свою чергу, можуть безпосередньо впливати на його організацію. Символічна влада — це сила змушувати бачити і вірити, затверджувати або змінювати бачення світу а, отже, і сам світ. Це влада квазімагічна. Завдяки ефекту мобілізації вона дозволяє отримати еквівалент того, що досягається силою (фізичною або економічною), але лише за умови, що ця влада визнана, тобто не сприймається як свавілля. Механізми містифікації не усвідомлюються самими суб'єктами, адже це не свідомий обман, оскільки обманюються й самі містифікатори. Символічне насильство — необхідна функція влади, що тримається і визнається завдяки своїй легальності та легітимності. Влада здійснює символічне насильство, нав'язуючи свою істину, ідеї, горизонт цінностей, які набувають природний, очевидний характер, що апріорі не зазнає критики та сумніву. За допомогою символічного насильства проводиться трансформація сприйняття, «кристалізація» відносин «панування — підпорядкування». Легітимність влади передбачає «незнання», міфічність, несвідоме прийняття людьми панівних цінностей та установок. Саме віра в легітимність слів і того, хто їх виголошує, перетворює силу слів і гасел у владу підтримувати порядок. Існують також символічні революції, що виробляються творчою інтелігенцією, журналістами, ученими, видатними релігійними і, рідше, політичними пророками. Але такі революції, попри їхню символічність, спрямовані на ментальні структури, тобто змінюють наше бачення і мислення.

### Медіа
Четверта влада, якою визнають журналістику, є насправді владою символічною. Вона нікому нічого не може реально звеліти. Проте через механізм громадської думки журналістика має величезний вплив на всі сфери суспільного життя і владу зокрема.
Особливо великий вплив має телебачення, будучи інструментом, який дозволяє теоретично торкнутися всіх. Телебачення виступає як справжній інструмент підтримання символічного порядку. Символічний вплив телебачення полягає в його загальності, у привабленні уваги до потенційно цікавих для всіх подій. На телебаченні панує «ефект реальності»: воно примушує повірити в те, що показує. І потрохи телебачення, яке, за ідеєю, є інструментом відображення реальності, перетворюється на інструмент творення реальності. За допомогою телебачення досягається такий же ефект, що й від демонстрації в 50000 людей, запевняє П'єр Бурдьє. Поле журналістики перебуває під тиском поля телебачення, а поле телебачення, в свою чергу, перебуває під тиском поля економіки.
П'єр Бурдьє вказав на особливості телебачення, які сформувалися внаслідок тиску на нього рейтингового менталітету:
1. телебачення виявляє дедалі більшу схильність подавати зображальну інформацію про факти як видовище і розваги. Дорогоцінний ефірний час заповнюється порожнечею, нічим або фактично нічим; за кадром залишається важлива інформація, якою глядач мусив би володіти для здійснення своїх демократичних прав. За П'єром Бурдьє тут панують екстраординарні новини, а про визначальні для сучасності події, необхідні глядачеві для прийняття правильних рішень, він мало що довідається;
2. у новітню епоху дедалі виразніше за телебаченням окреслюється особлива негативна функція виступати способом гальмування думки. У людини немає часу подумати перед телекамерою. Існує зв'язок між мисленням і часом. Не можна мислити на швидкості. Люди не можуть гарно думати у прискореному темпі. Через це вони на телебаченні мислять готовими ідеями. Готові ідеї — це ідеї, засвоєні всіма, загальні, такі, що не викликають заперечень. Телебачення подає обмін банальностями, загальними місцями, а це і є комунікація, єдиним змістом якої є самий факт спілкування. Зв'язне мовлення, яке поступово усувається з телевізійних студій, насправді залишається однією з найдієвіших форм опору маніпулюванню і утвердження свободи мислення;
3. телебачення в сучасну епоху стало способом уніфікованості і «баналізації» мислення і в цілому — стандартизації життя.

## Праці, перекладені українською
- П'єр Бурдьє. Практичний глузд. — Київ: Український Центр духовної культури, 2003. — 503 с.
- П'єр Бурдьє, Лоїк Вакан. Рефлексивна соціологія. Частина ІІ: Чиказький воркшоп / Переклад з англ. Анастасії Рябчук. — Київ: Медуза, 2015. — 224 с.
  - уривки:
  - Мова і символічне насильство // Спільне. — 2.02.2011
  - Чоловіче домінування // Спільне. — 30.03.2011
  - П'єр Бурдьє: «мене можна об'єктивувати, як і будь-кого іншого» // Спільне. — 10.12.2012

окремі статті, перекладені українською
- Сутність неолібералізму // Спільне. — 24.11.2010
- Ви сказали «народний»? // Спільне. — 26.12.2014.